# Олійник Олексій Олексійович
Олі́йник Олексі́й Олексі́йович (рос. Олейник Алексей Алексеевич; нар. 20 червня 1977, Харків);— український та російський спортсмен, джитсер, дзюдоїст, самбіст, професійний боєць змішаного стилю, а також греплер. в минулому боєць харківського клубу «Оплот»; пропагандист антиукраїнської ідеології. Занесений до Переліку осіб, які створюють загрозу нацбезпеці України. Заборонено в'їзд в Україну. Фігурант бази «Миротворець».

## Професійна кар'єра
Олексій Олійник розпочав професійну кар'єру у змішаних бойових мистецтвах у 1997 році в Росії, на турнірі чемпіонату IAFC. За довгий час виступів Олексій брав участь у турнірах M-1 Global, KSW, BodogFight, YAMMA Pit Fighting, Bellator Fighting Championships, а також у турнірах з греплінгу та аматорським змаганням з бойового самбо. Робив перерви у виступах у 2000, 2002 – 2003, 2005 роках. Тричі мав серії успішних виступів (9-11 перемог поспіль) у 1998 – 2004, 2007 – 2008, 2008 – 2009 роках. Щоразу серії переривалися поразками у боях проти зарубіжної опозиції.

### Участь у Гран-прі
Олійник брав участь у Гран-прі чемпіонату M-1 2009 року, виступаючи за російську команду «Imperial Team», де він здолав південнокорейського спортсмена Санг-Су Лі. Олексій продемонстрував високий рівень майстерності у греплінгу, який він здобув в тренуваннях з класичного японського стилю дзюдзюцу і у змаганнях з бойового самбо. На турнірі M-1 Олійник бився із каталонським спортсменом Рохентом Льоретом (чорний пояс із бразильського дзюдзюцу), бій закінчився нічиєю.
Брав участь у Гран-прі ProFC 2009 року, де підкореннями здолав Едді Бенгтссона та Тіаґу Сантуса, але у півфіналі програв нокаутом (удари кулаками) поляку Міхалу Кіті.
Влітку 2010 року, Олексія було запрошено узяти участь у Гран-прі чемпіонату Bellator. У початковому бою він зустрівся із Майком Хейзом, та переміг його за роздільним рішенням судей. У наступному бою його зупинив Нейл Гроув, якому він програв швидким нокаутом (удари кулаками).
Період 2012 – 2013 років був вельми успішним для Олійника. Невдало розпочавши 2012 рік, з поразки роздільним рішенням суддів титулованому греплеру Джеффу Монсону, Олійник підписав угоду зі східноукраїнською організацією «Оплот», на турнірах якої провів шість поєдинків, здобувши дострокову перемогу у кожному з них. В числі інших Олійник здолав підкореннями американців Тоні Лопеса, чемпіона KOTC, та у реванші — Джеффа Монсона, чемпіона ADCC та FILA. Крім того, Олійник здобув ще три перемоги на інших турнірах, здолавши зокрема переможця Гран-прі Pride Мірко Філіповича, заломленням шиї у першому раунді.

## Любительська кар'єра

### Бойове самбо
Олійник активно виступав за правилами самбо у першій половині 2000-х років. Вигравав чемпіонат Євразії з бойового самбо у 2001 році, першість Росії з бойового самбо у 2003 та 2004 роках. П'ять разів ставав чемпіоном Москви з бойового самбо.
У 2005 році Олексій Олійник став чемпіоном світу з бойового самбо. 

### Греплінг
Протягом часу, що Олексій знаходився в Америці у квітні 2011 року, він брав участь у двох змаганнях з греплінгу. Він переміг у вільній ваговій категорії на турнірі з греплінгу «Eddie Alvarez Grappling Tournament», а також у суперважкій ваговій категорії на турнірі «Beast of the East 2011».

## Досягнення у бойових мистецтвах
- Майстер спорту міжнародного класу з бойового самбо
- Майстер класичного дзюдзюцу (чорний пояс, 4-й дан)

## Громадянська позиція
Олійник вважає себе радянською людиною, підтримує Путіна та любить Росію, але захоплюється порядком у США, де до речі навчається його донька Поліна. Він також переконаний, що: 
| Росія, Україна та Білорусія — це один братський народ. Не три різних, не кожен зі своєю культурою, а один[4]. |
У листопаді 2014 року на зважування перед боєм з Джаредом Рошолтом прийшов у футболці з портретом Путіна. В інтерв'ю «Комсомольській правді» заявив:  
| Сьогодні у корпорації «Оплот» на Донбасі є свій загін — 1000 багнетів, який ми регулярно фінансуємо. Ніхто не повинен сидіти склавши руки: одні сидять в окопах, інші б'ють фашистів, треті заробляють гроші, а ми своїми перемогами підтримуємо добре ім'я організації.[5][6] |
Про ситуацію в Україні він сказав: 
| Будь-яка людина, колектив, політична партія або організація, що не підтримує курс на розрив всіх відносин з Росією, з російською нацією та російською мовою, піддаються терору, політичному та фізичному. Якщо не з нами, значить проти нас, а значить, будемо бити, звільнимо, посадимо — така у них логіка. Я знаю сотні й тисячі таких історій[3]. |
Олексій Олійник заявив, що не бажає бути громадянином України, тому що йому «в цій країні незатишно», отримав російське громадянство та продовжив свої виступи вже під прапором Російської Федерації.